# 水沼啓和
水沼 啓和（みずぬま ひろかず、1965年8月1日 - 2018年12月20日）は日本のキュレーター。

## 概要
1992 (平成4) 年、慶應義塾大学文学部哲学科卒業、同大学大学院文学研究科修士課程入学、1994年修了。修士論文は「マルセル・デュシャンと展示制度:1913―68における言説と実践の推移」。同年4月、財団法人千葉市文化財調査協会 (千葉市美術館開設準備室担当) 学芸員となる。翌年11月、千葉市美術館にともない開館、同館に赴任。長く人工透析を続けていたが、2018年に死去。

## 企画
- 「ジョゼフ・コスース　1965―1999　訪問者と外国人、孤立の時代」(1999―2000年)[2]
- 「ダン・グレアムによるダン・グレアム展」(2003―04年)[3]
- 「瀧口修造とマルセル・デュシャン」(2011年)[4]
- 「須田悦弘展」(2012年)[5]
- 「赤瀬川原平の芸術原論　1960年代から現在まで」(2014年)
- 「杉本博司　趣味と芸術―味占郷/今昔三部作」(2015年)
- 「見立ての手法―岡崎和郎のWho’s　Who」(2016年)
- 「小沢剛　不完全―パラレルな美術史」(2018年)
- 「1968年　激動の時代の芸術」(2018年)

## 受賞
- 2018年美連協大賞「1968年 激動の時代の芸術」[6]
- 第27回 倫雅美術奨励賞美術史研究部門 「赤瀬川原平の芸術原論展―1960年代から現在まで」[7]